# Death Race: Wyścig śmierci
Death Race: Wyścig śmierci (ang. Death Race) – amerykańsko-brytyjsko-niemiecki film akcji z roku 2008, wyreżyserowany przez Paula W. S. Andersona. Stanowi remake filmu Wyścig śmierci 2000 z 1975 roku.
Na podstawie filmu zrealizowano kolejne, przeznaczone bezpośrednio na DVD – Death Race 2 (2010) i Death Race 3: Inferno (2013). Chociaż w ich tytułach pojawiają się cyfry sugerujące, że stanowią one kontynuacje, w rzeczywistości są prequelami.

## Fabuła
Widzowie, śledzący sporty ekstremalne i programy typu reality, są spragnieni coraz bardziej brutalnych widowisk. Największe emocje budzą wyścigi samochodowe organizowane w więzieniach – mordercy i przestępcy nie cofną się przed niczym, gdy nagrodą jest wolność. Podrasowane samochody-monstra, wyposażone w karabiny, miotacze płomieni i wyrzutnie granatów, sprawdzają się świetnie w grze o prostych regułach – wygraj 5 wyścigów i bądź wolny albo zgiń na torze. W takie piekło trafia niesłusznie skazany za morderstwo Jensen Ames, mistrz wyścigów NASCAR. Naczelnik więzienia Hennessey stawia sprawę jasno: udział w wyścigu śmierci to dla Jensena jedyna droga do wolności. Jego największym przeciwnikiem będzie Machine Gun Joe – człowiek, który dla wygranej nie cofnie się przed niczym.

## Obsada
- Jason Statham jako Jensen Ames
- Joan Allen jako Hennessey
- Ian McShane jako Coach
- Tyrese Gibson jako Machine Gun Joe
- Natalie Martinez jako Case
- Max Ryan jako Pachenko
- Jason Clarke jako Ulrich